# Torquato Tasso

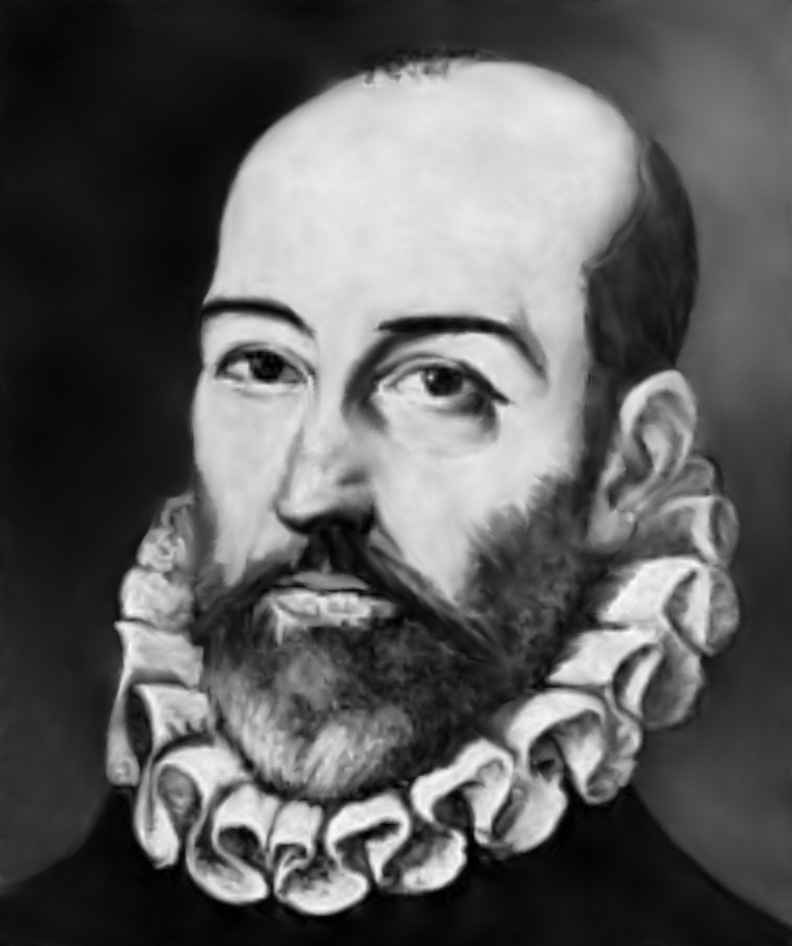
Torquato Tasso

Torquato Tasso (* 11. März 1544 in Sorrent; † 25. April 1595 in Rom) war ein italienischer Dichter des 16. Jahrhunderts, der Zeit der Gegenreformation. Am bekanntesten wurde er durch das Epos La Gerusalemme liberata (Das befreite Jerusalem, ins Deutsche auch als Gottfried von Bulljon übersetzt), in dem er ein fiktives Gefecht zwischen Christen und Muslimen am Ende des Ersten Kreuzzuges während der Belagerung von Jerusalem beschreibt; bekannt wurde er auch wegen seiner Paranoia, an der er den größten Teil seines Lebens litt.

## Leben

### Abstammung und Geburt
Bernardo Tasso, der Vater Torquatos, war ein Graf aus dem Hause Tasso von Bergamo, von dem sich auch die Linie derer von Thurn und Taxis (italienisch della Torre e Tasso) ableitet. Zwischen 1532 und 1558 arbeitete er als Sekretär im Dienste Ferrante Sanseverinos, des Fürsten von Salerno. Tassos Mutter war Porzia dei Rossi, die Tochter einer noblen neapolitanischen Familie mit Wurzeln in Pistoia.
Torquato wurde in Abwesenheit seines Vaters geboren, da dieser von 1543 bis 1544 mit seinem Herrn am vierten italienischen Krieg zwischen Karl V. und Franz I. teilnehmen musste. Von seinen Geschwistern lernte Tasso nur seine ältere Schwester Cornelia kennen, da der 1542 geborene Bruder (er hieß ebenfalls Torquato) im Jahr seiner Geburt verstarb.

### Kindheit und Jugend
Nach der Rückkehr des Vaters nach Sorrent im Januar 1545 zog die Familie im Sommer desselben Jahres nach Salerno, wo Torquato Tasso seine ersten Jahre verbrachte. Als Ferrante Sanseverino mit Pedro Álvarez de Toledo, dem Vizekönig von Neapel, in Konflikt geriet, wurde er geächtet und enteignet. Bernardo Tasso blieb seinem Herrn jedoch treu und verließ ebenfalls die Stadt, um diplomatische Aufgaben in Ferrara und später Paris anzunehmen. Seine Ehefrau zog inzwischen zu ihren Eltern nach Neapel, wo Torquato in einer von Jesuiten betriebenen Schule erzogen wurde. Er lernte mit raschem Fortschritt Latein, Griechisch und Rhetorik. Die frühe Reife seines Intellekts und seine religiöse Leidenschaft erregten allgemeines Aufsehen, so dass er schon mit acht Jahren Berühmtheit erlangte.
1554 wurde dem zehnjährigen Torquato Tasso erlaubt, in Begleitung seines Hauslehrers Don Giovanni Angeluzzo zu seinem Vater zu ziehen, der inzwischen eine Wohnung im Palast des Kardinals Ippolito II. d’Este bewohnte. Porzia Tasso blieb in Neapel und starb nur wenige Monate später unter mysteriösen Umständen. Die Nachricht von ihrem plötzlichen Tod, nachdem sie kurz zuvor über Unwohlsein geklagt hatte, erreichte Bernardo und Torquato Tasso im Jahr 1556. Den Schmerz über dieses Ereignis verarbeitete Tasso später in der Kanzone Al Metauro. Bernardo Tasso war überzeugt, dass seine Frau von ihren Brüdern vergiftet worden war, da diese auf eine Rückzahlung der Mitgift spekulierten. Zu einem Rechtsstreit kam es jedoch erst, als sich Cornelia Tasso im selben Jahr gegen den Willen ihres Vaters verheiratete und ihr Anspruch auf eine Mitgift aus dem mütterlichen Vermögen geprüft werden sollte. Im Rahmen des Verfahrens wurde nun auch Torquato Tasso, wie zuvor schon sein Vater, zum Rebellen erklärt und der Besitz der verstorbenen Porzia Tasso zwischen ihren fünf Brüdern, ihrer Tochter Cornelia und der Regierung aufgeteilt. Aus dieser Zeit ist ein Brief des zwölfjährigen Torquato Tasso an die gleichnamige Nichte von Vittoria Colonna erhalten, in dem er sie als Ehefrau des einflussreichen García de Toledo Osorio um finanzielle Unterstützung bittet.
Im September 1556 wurde Torquato Tasso in Begleitung von Don Angeluzzo und Cristoforo Tasso (einem Cousin zweiten Grades, der zum Studium nach Rom gekommen war) zu Cristoforos Familie nach Bergamo geschickt. Dort lernte Tasso seinen Cousin Ercole kennen, der später ebenfalls eine Karriere als Schriftsteller begann.
Acht Monate später wurde Torquato von seinem Vater nach Pesaro gerufen, wo dieser zunächst als Gast und später als Bediensteter von Guidobaldo II. della Rovere lebte. Am Hof von Urbino wurde der junge Torquato Tasso zum Studiengefährten von Francesco Maria II. della Rovere, des Erben des Herzogs von Urbino, und wurde unter anderem von dem italienischen Schriftsteller Girolamo Muzio unterrichtet.
Im Frühling 1559 unternahm Torquato Tasso mit seinem Vater eine Reise nach Venedig, wo er unter anderem Sperone Speroni, Girolamo Ruscelli und Francesco Patrizi da Cherso kennenlernte. Torquato, der in der Abtei Cava de’ Tirreni das Grab von Papst Urban III. gesehen hatte und dem bei dieser Gelegenheit die Geschichte des Ersten Kreuzzuges erzählt worden sein soll, begann möglicherweise in diesem Jahr mit der Arbeit an den ersten drei Gesängen des späteren Gerusalemme. Der Text ist jedoch nur fragmentarisch erhalten und könnte auch in zeitlicher Nähe zum Rinaldo entstanden sein.

### Studienjahre
Im Jahr 1560 begann Torquato Tasso in Padua mit dem Studium der Rechtswissenschaften, besuchte aber im Jahr darauf nur noch Vorlesungen in Philosophie und Sprachfertigkeit bei Francesco Piccolomini (1520–1604) und Carlo Sigonio. In jenen Jahren gehörte Tasso auch einem privaten Kreis von Gelehrten rund um Sperone Speroni an. In dieser Umgebung arbeitete er intensiv an der Fertigstellung des Rinaldo. Das erzählende Gedicht wurde im Sommer 1562 mit einer Widmung an Luigi d’Este, den damaligen Dienstherrn von Bernardo Tasso, veröffentlicht.
Im November 1562 begann Tasso ein Studium in Bologna, wo er oft private Literatur-Akademien besuchte. Den Sommer verbrachte er bei seinem Vater in Mantua, wo dieser als Sekretär von Guglielmo Gonzaga arbeitete. Zu Beginn des Jahres 1564 gingen Torquato Tasso aus unbekannten Gründen die finanziellen Mittel aus, die er zur Fortsetzung seines Studiums benötigte. Ungefähr zeitgleich wurde er beschuldigt, sich als Pasquillant zu betätigen, was zur Beschlagnahmung all seiner Papiere und letztlich zu einem Gerichtsprozess führte, von dem die Akten erhalten geblieben sind. Tasso floh nach Modena zu Tommaso Rangone, einem alten Förderer seines Vaters. Von dort aus schrieb er einen Brief an den Päpstlichen Legaten in Bologna, in dem er zwar zugibt, die Schmähschriften rezitiert zu haben, sich aber nicht über deren Verfasser äußert. Im März 1564 kehrte Tasso auf Einladung von Scipione Gonzaga nach Padua zurück. Er wurde unter dem Namen Pentito Mitglied der von Gonzaga gegründeten Academia degli Eterei und nahm an der Universität seine unterbrochenen Studien wieder auf. Ob Tasso seine Studien jemals abschloss, ist nicht bekannt. Während seines Aufenthaltes in Padua verfasste er seine ersten lyrischen Stücke. Einige davon widmete Tasso der jungen Hofdame Lucrezia Bendidio, die einer vornehmen ferraresischen Familie entstammte und vielfach als Tassos erste Liebe bezeichnet wird. Die anderen tragen meist eine Widmung an Laura Peverara, die als Sängerin im Canto delle Dame di Ferrara Berühmtheit erlangt hatte.

### Ferrara
Nach Beendigung seines Studiums im Sommer 1565 begab sich Tasso nach Ferrara, um als Hofdichter in die Dienste des Kardinals Luigi d’Este zu treten. Dort lernte er unter anderem Giovan Battista Nicolucci und Giovanni Battista Guarini kennen. Am Hof hatte er auch die Gelegenheit, weiter am Gerusalemme zu arbeiten und stellte im Laufe des Jahres 1566 die ersten sechs Canti des Gottifredo fertig.
Am 5. September 1569 starb Bernardo Tasso im Beisein seines Sohnes in Ostiglia. Im Oktober 1570 reiste Tasso zusammen mit anderen Höflingen nach Paris, wo sie finanzielle Angelegenheiten des Kardinals klären sollten und im Kloster Chaalis wohnten. Der Kardinal selbst kam erst im Februar 1571 an, um an den Hochzeitsfestlichkeiten für Karl IX. teilzunehmen. In seinem Dialog Cattaneo (1585) erwähnt Tasso, dass er während seines Aufenthaltes in Frankreich den Dichter Ronsard kennen lernte.
Am 15. April 1571 kehrte er für ein paar Tage nach Ferrara zurück, dann reiste er nach Rom, von dort nach Pesaro und Urbino, wo er Lucrezia d’Este traf, die im Jahr zuvor den Prinzen Francesco Maria II. della Rovere geheiratet hatte. Mit ihr kehrte er im September nach Ferrara zurück. Ab Januar des Jahres 1572 nahm er Dienst unter Herzog Alfonso II., dem Bruder von Kardinal Luigi d’Este, zuerst ohne fest definierte Tätigkeit, ab 1576 offiziell als Historiker des Hofes, und erlangte unter diesem zunehmend Bekanntheit.
Im Januar 1573 folgte Tasso dem Herzog zu den Festlichkeiten für Papst Gregor XIII. nach Rom und komponierte in wenigen Monaten die Aminta, ein Pastoraldrama, das er vermutlich im Frühling oder Sommer vor dem Hof von Ferrara präsentierte. Im Jahr darauf wurde Tasso zum Professor für Geometrie in Ferrara ernannt. Zur Karnevalszeit reiste Tasso nach Pesaro, wo er aus der Aminta vorlas und gemeinsam mit Jacopo Mazzoni an literarischen Disputen teilnahm. Im Juli begleitete Tasso den Herzog nach Venedig, um bei der Durchreise von Heinrich III. anwesend zu sein, der aus Polen zurückkehrte, um die Krone Frankreichs in Besitz zu nehmen.

### La Gerusalemme Liberata
Im Jahr 1575 begann Tasso, seine Pläne für La Gerusalemme Liberata, an denen er seit über zehn Jahren arbeitete, zu konkretisieren. Am 17. Februar schickte er die ersten vier Canti des Gerusalemme an Scipione Gonzaga. Dieser rief eine Art Komitee aus Gelehrten zusammen, die den Entwurf lektorieren sollten. Neben Gonzaga umfasste die Gruppe die Humanisten Pietro Angèli (auch: Pietro degli Angeli), Flaminio de’ Nobili, Sperone Speroni und Silvio Antoniano. Die Ergebnisse wurden Tasso postalisch übermittelt, der gegen Ende des Jahres 1575 schließlich selbst nach Rom kam. Die Gruppe kritisierte mehrere Aspekte, darunter die Handlung, den Titel, einzelne Episoden, die Wortwahl sowie den moralischen Grundton des Textes. Tassos Antwortbriefe auf diese Anmerkungen wurden ohne dessen Zustimmung als Teil der 1587 erschienenen Lettere poetiche veröffentlicht und lassen eine große Furcht vor der Inquisition erkennen. Diese könnte jedoch auch als Topos gewertet werden, da Tasso seine Briefe vermutlich überarbeitet hatte, um sie später selbst zu veröffentlichen.
Im Juni 1575 hielt sich Tasso eine Zeit lang in Bologna auf. Dass er dort den örtlichen Inquisitor traf, weil er sich selbst der Häresie bezichtigte, gilt jedoch mittlerweile als unwahrscheinlich. Sicher ist jedenfalls, dass Tasso im März von Alfonso II. als Historiograph und Nachfolger von Giovan Battista Pigna wieder nach Ferrara berufen wurde.
Aus Tassos Briefwechsel in jener Zeit geht hervor, dass er sich unter den anderen Höflingen zunehmend unwohl fühlte. Tasso beschwert sich unter anderem, dass man die an ihn adressierten Briefe unterschlage und heimlich seine Papiere durchwühle. Mit Misstrauen und gelegentlichen Verdächtigungen konfrontiert Tasso auch den Dichter Orazio Ariosto, mit dem er in einem regelmäßigen Briefkontakt stand, den manche auf ein homosexuelles Verhältnis der beiden zurückführen.

### Beginnender Niedergang
Im September 1575 löste Tasso eine Schlägerei mit „einem der Brüder Maddalò“ aus, indem er auf eine „freche und unverschämte Lüge“ mit einer Ohrfeige antwortete. Der Geschlagene setzte sich mit einem Stock zur Wehr und der Bürgermeister von Ferrara teilte die Begebenheit schließlich dem Herzog mit. Letzterer behielt Tasso jedoch trotzdem an seinem Hof.
Die Weihnachtsfeiertage verbrachte Tasso als Gast von Ferrante Tassoni in Modena, wo er die Bekanntschaft der schönen und berühmten Dichterin Tarquinia Molza machte, die er später in seinem Dialog De l’amore (1585) auftreten ließ. Auch der Discorso sopra la gelosia (gedruckt im Jahr 1585) könnte von Tassos Aufenthalt in Modena inspiriert sein.
Ende Februar 1577 reiste Tasso zusammen mit dem Hofstaat von Ferrara nach Comacchio, wo er mit einer selbst verfassten Komödie, deren Prolog er persönlich vortrug, seinen letzten öffentlichen Auftritt hatte. Tasso klagte zunehmend über Belästigungen und Diebstähle vonseiten der Dienerschaft, weshalb er sich schließlich von Guidobaldo del Monte einen zuverlässigen Diener empfehlen ließ. Viele Zeitgenossen hielten Tassos Argwohn für unberechtigt und es kam das Gerücht auf, Tasso sei geisteskrank. Von frühen Tasso-Biographen wie Pierantonio Serassi (1721–1791) wurde diese Annahme zugunsten der These zurückgewiesen, dass Tasso einer höfischen Verschwörung zum Opfer gefallen sei. Als Gegenposition gilt jene des Literaturwissenschaftlers Angelo Solerti (1865–1907), demzufolge Tasso unter akuter Paranoia gelitten haben soll.

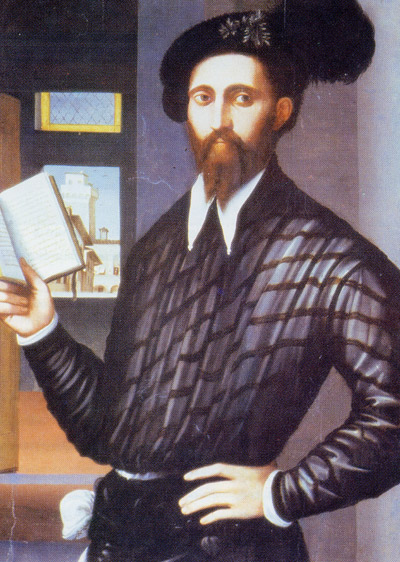
Tasso im Jahre 1577

Im Gegensatz zu der Frage, ob Tasso tatsächlich an einer Geisteskrankheit litt, gilt es als Tatsache, dass er zur Heilung derselben verschiedenen Behandlungen unterzogen wurde. Auf eigene Anfrage ließ sich Tasso am 7. Juni 1577 durch den Inquisitor von Ferrara auf seine Rechtgläubigkeit prüfen, wo er allerdings nur einen Kollegen denunzierte. Die Episode wurde auf Tassos Wahnvorstellungen zurückgeführt und er erhielt die Absolution.
Am 18. Juni wurde Tasso eingesperrt, da er während eines Gesprächs mit Lucrezia d’Este einen ebenfalls anwesenden Diener mit einem Messer bedroht hatte. Die Strafe dauerte jedoch nicht lange, bereits im Juli durfte Tasso den Herzog auf sein Lustschlösschen Belriguardo begleiten. Was dort passierte, ist unbekannt. Sicher ist nur, dass Tasso von Belriguardo nicht an den Hof von Ferrara zurückkehrte, sondern ins dortige Franziskanerkloster. In seinen Briefen an den Herzog schreibt Tasso von seinen Verfolgern, die ihm fälschlicherweise Häresie vorwerfen und wegen denen er seinen Glauben erneut durch den Inquisitor prüfen lassen möchte. In einem Brief an Giacomo Boncompagni gibt Tasso allerdings zu, tatsächlich Glaubenszweifel zu haben.
Wenig später kehrte Tasso aus dem Kloster wieder an den Hof von Ferrara zurück, von dem er in der Nacht vom 25. Juli 1577 nach Bologna floh. Auf dem Weg könnte er den Inquisitor besucht und um eine Glaubensprüfung gebeten haben. Von Bologna aus reiste Tasso in der Kleidung eines Bauern zu seiner Schwester nach Sorrent. Da Tasso im Vizekönigtum Neapel immer noch als geächteter Rebell galt, war die Verkleidung wohl eine nötige Schutzmaßnahme. Bei der Schwester angekommen, gab sich Tasso zunächst als Gesandter aus und berichtete ihr vom angeblichen Tod des Bruders, um ihre Loyalität zu prüfen. Er wurde aufgenommen und blieb einige Monate bei der Schwester, bis er 1578 über Neapel nach Rom reiste. Dort wohnte Tasso zunächst bei Kardinal Luigi d’Este und später bei Giulio Masetti, dem Botschafter von Ferrara. Mithilfe von Giulio Masetti versuchte Tasso, wieder am Hof von Ferrara aufgenommen zu werden und argumentierte in Briefen, dass er sich während seiner Abwesenheit geändert habe. Im April 1578 wurde ihm schließlich die Rückkehr erlaubt, doch Tasso blieb nur bis Juli und reiste dann über Mantua, Padua, Venedig und Pesaro nach Urbino, wo er sich länger aufhielt.

### Gefangenschaft
Nach einigen kürzeren Reisen, auf denen er unter anderem Angelo Ingegneri in Turin besuchte, kehrte Tasso 1579 zur dritten Hochzeit von Alfonso II. nach Ferrara zurück und fand Arbeit am Hof von Luigi d’Este. Die Anstellung währte jedoch nicht lange, da der verbal übergriffige Tasso nach wenigen Tagen Dienst als „tobender Irrer“ ins Arcispedale Sant’Anna eingewiesen wurde.
Da sich Tassos Einlieferung eher auf politische als klinische Gründe zurückführen lässt, ist meist von einer Gefangenschaft die Rede. Für diese Deutung spricht auch das Briefverbot, das über Tasso verhängt, nach einem Monat aber wieder aufgehoben wurde. Aus Tassos Briefen geht hervor, dass er sich tatsächlich krank fühlte und immer wieder unter akustischen Halluzinationen litt. Allerdings können diese Hinweise auf seinen Gesundheitszustand auch als Chiffre verstanden werden, um ungehindert mit Freunden und Gönnern kommunizieren zu können. Einige davon, darunter der französische Philosoph Michel de Montaigne, besuchten Tasso auch persönlich.
Literarisch gesehen war Tassos Zeit im Arcispedale Sant’Anna sehr produktiv: er verfasste dort nicht nur eine große Anzahl an Auftragswerken und philosophischen Dialogen, sondern auch einige Gedichte für die Familie d’Este, mit denen er vermutlich seinen guten Ruf wiederherstellen wollte. Auch der unautorisierte, von Celio Malespini veranlasste Druck einer gekürzten Version des Gerusalemme verhalf Tasso zu internationaler Bekanntheit. Es folgten zahlreiche weitere Editionen, darunter eine von Angelo Ingegneri.
Tasso selbst hatte, obwohl ihm die Korrespondenz mit seinen Verlegern erlaubt war, kaum Einfluss auf die Neuauflagen seiner Texte. Als jedoch Lionardo Salviati, ein Mitglied der Accademia della Crusca, Tassos Leistung als Autor kritisierte, antwortete der Schriftsteller mit einer Apologie, die 1585 erschien.

### Wiedergewonnene Freiheit
Im Juli 1586 erhielt Vincenzo Gonzaga, der Prinz von Mantua, die Erlaubnis, Tasso zu sich nach Mantua zu nehmen. Tasso vollendete wenig später die Tragödie Il Re Torrismondo und widmete sie aus Dankbarkeit Vincenzo Gonzaga. Der Schriftsteller blieb jedoch nur ein Jahr bei Gonzaga und reiste 1587 ohne dessen Erlaubnis wieder ab, als sich Alfonso II. zu einem Besuch in Mantua ankündigte. Im Frühling 1588 bemühte sich Tasso in Neapel erfolglos um die Rückerstattung der Mitgift seiner Mutter, diesmal aber mit der Unterstützung von Matteo di Capua und Carlo Gesualdo. Im Dezember 1589 kehrte Tasso nach Rom zurück, wo er wieder bei Scipione Gonzaga einkehrte, der inzwischen zum Kardinal ernannt worden war. Dort blieb Tasso mehrere Monate.
Im April 1590 reiste Tasso auf Einladung von Ferdinand I. nach Florenz, wo er bis September blieb. Im September reiste er wieder nach Rom, wo er unter anderem an der festlichen Prozession zu Ehren von Papst Innozenz IX. teilnahm. Im Januar 1592 folgte Tasso der Einladung von Matteo di Capua nach Neapel, wo er bis April blieb. Nach der Wahl von Papst Clemens VIII. kehrte Tasso nach Rom zurück und nahm Quartier bei seinem Neffen Cinzio Passeri Aldobrandini. Beiden widmete er 1593 das Gerusalemme conquistata, eine überarbeitete Version des Gerusalemme liberata. In dieser Überarbeitung berücksichtigte Tasso viele Ratschläge seiner Dichterkollegen, die er zuvor außer Acht gelassen hatte.
Im Juni 1594 reiste Tasso ein letztes Mal nach Neapel, wo er bei den Mönchen von San Severino wohnte. Im November kehrte er nach Rom zurück, wo ihm ein jährliches Einkommen gewährt wurde. Anfang April 1595 begab sich der erkrankte Tasso zur Erholung in das Kloster Sant’ Onofrio. Am 25. April 1595 starb der knapp 51-Jährige an seiner Krankheit. Laut August Buck endete damit die Epoche der Renaissance.

## Werke
- Torquato Tasso: Gerusalemme liberata. Herausgegeben von Lanfranco Caretti, Einaudi, Turin 1993.
  - Deutsche Übersetzungen der Gerusalemme liberata (Auswahl):
    - Gottfried von Bulljon von Diederich von dem Werder, hrsg. Gerhard Dünnhaupt, Tübingen 1974 (Nachdruck der Ausgabe von 1626).
    - Versuch einer poetischen Uebersetzung des Tassoischen Heldengedichts genannt: Gottfried, oder das Befreyte Jerusalem von Johann Friedrich Koppe. Leipzig 1744, Online.
    - Befreytes Jerusalem, 2 Bände, übersetzt von August Wilhelm Hauswald, Görlitz 1802, Erster Band, Zweyter Band.
    - J. D. Gries: Torquato Tasso’s Befreites Jerusalem, 4 Teile, Jena 1800–1803, umgearbeitete Fassung 1810; in Stanzen (wie das Original) übertragen; Text auf https://www.projekt-gutenberg.org/tasso/jerusalm/index.html
    - W. Heinse: Das befreyte Jerusalem, 4 Bde., 1781; Prosaübersetzung
    - E. Staiger: Tasso, Torquato: Werke und Briefe. Übersetzt und eingeleitet von Emil Staiger, München 1978 in Winkler Dünndruck-Bibliothek der Weltliteratur; darin in Blankversen übertragen ‚Die Befreiung Jerusalems‘ (man beachte: Staiger wählt dem Inhalt des Epos gemäß den Titel ‚Die Befreiung Jerusalems‘ und nicht wie üblich ‚Das befreite Jerusalem‘.)
- Das Schäferspiel Aminta (1573) gilt als die schönste Pastoraldichtung in italienischer Sprache. Pastoraldrama, einfacher Handlungsverlauf, besticht durch lyrischen Charme.
  - Deutsche Übersetzungen:
    - Des beruembten Jtaliaenischen Poeten Torqvati Taszi Amintas oder Wald-Gedichte von Michael Schneider, Hamburg 1642.
    - Amyntas, Hirten-Gedichte des berühmten Poeten Torquati Tassi von Johann Heinrich Kirchhoff, Hannover 1742, Online[14]
- Das Ritterepos Rinaldo (1562).
- Kleine Prosawerke.
- Torquato Tasso hinterließ rund 1700 Briefe.

In der Dichtung u. a. behandelt von Goethe: Torquato Tasso 1790, Lord Byron 1819, Ernst Raupach 1833, Paolo Giacometti 1855.

## Standbilder und Denkmale
- Tasso-Eiche in Rom an der Rampa della Quercia südlich des Klosters Sant’Onofrio al Gianicolo: der schwarzverwitterte und von einem Metallgerüst gestützte Torso einer uralten Eiche, deren Schatten der Dichter aufzusuchen pflegte.
- Standbild des Dichters auf der Piazza T. Tasso in seiner Geburtsstadt Sorrent.
- Marmorherme von Gustav Blaeser im Dichterhain vor der Westseite des Schlosses Charlottenhof, genannt „Siam“, im Park von Sanssouci/Potsdam.
- Standbild des Dichters auf der Piazza Vecchia in Bergamo, vor dem Palazzo della Ragione.